# Legoland Billund
Legoland Billund è il primo parco divertimenti della LEGO, inaugurato il 7 giugno 1968 a Billund, in Danimarca. Il parco è situato vicino alla fabbrica originale di LEGO e all'Aeroporto di Billund. Oltre due milioni di turisti visitano il parco ogni anno, rendendolo l'attrazione turistica più trafficata fuori da Copenaghen 

## Storia
La LEGO, gestita da Ole Kirk Christiansen, ha introdotto nel mercato i suoi tipici giocattoli di plastica nel 1949, affiancandoli a quelli in legno, dopo aver acquistato la prima macchina di stampaggio a iniezione nel 1947.
Godtfred Kirk Christiansen, figlio di Ole, prese il controllo della società poco prima la morte del padre, nel 1957. Negli anni '60 Godtfred decise di aprire un parco divertimenti di 14 acri adiacente alla fabbrica LEGO a Billund, che già presentava oltre 20.000 visite all'anno, per promuovere la loro produzione di giocattoli.
Godtfred assunse Arnold Boutrop come direttore e designer del futuro parco; presa l'ispirazione da Madurodam, i due uomini iniziarono i progetti di quello che sarà Miniland, l'attrazione principale di Legoland. L'inaugurazione del parco ci fu il 7 giugno 1968, rivelandosi un successo: oltre 625.000 persone lo visitarono nel primo anno di apertura.

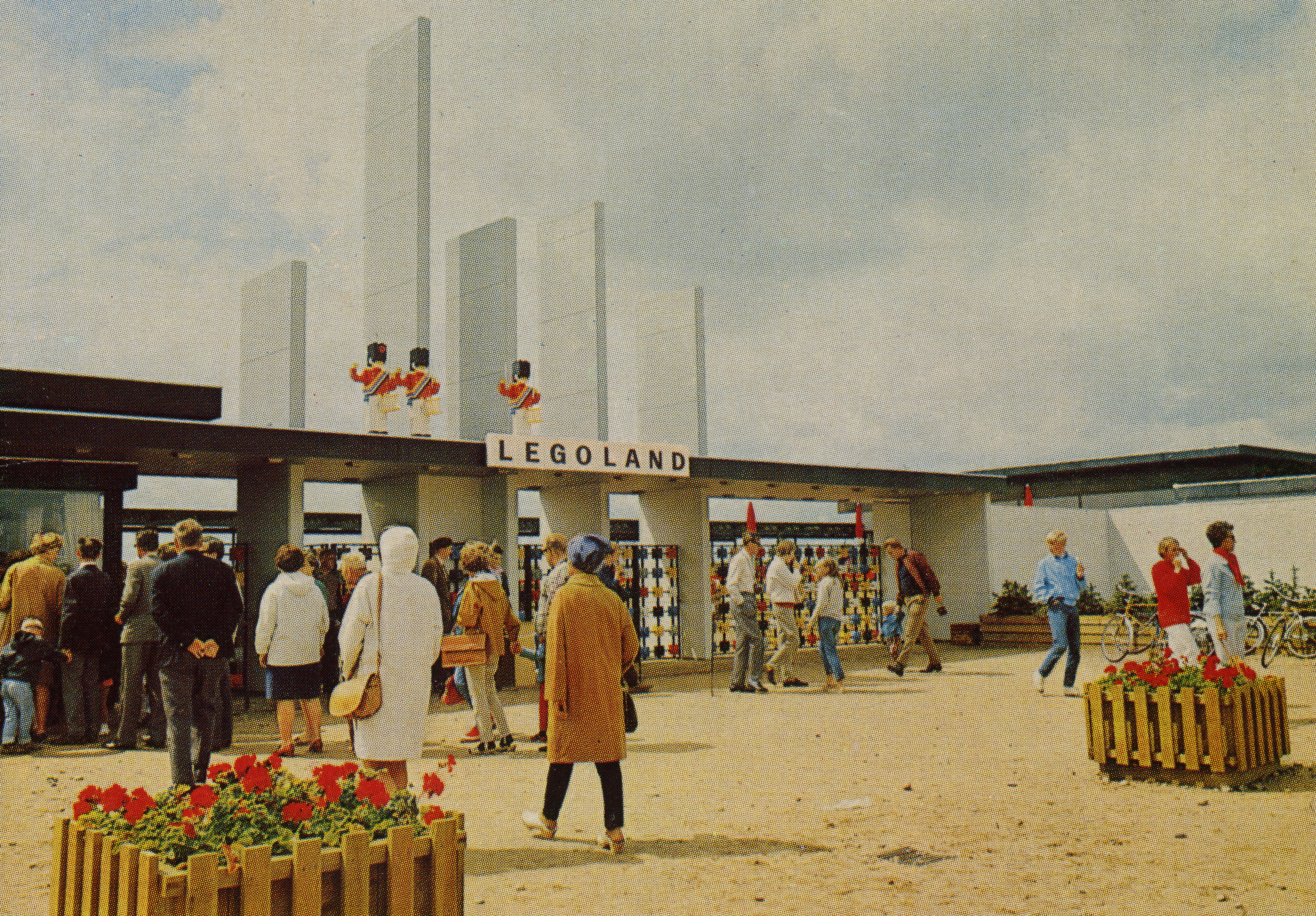
L'entrata nel 1968

Con il passare degli anni, Legoland si è espanso fino ai 45 acri e ha aggiunto diverse attrazioni, dividendosi in nove settori: Duplo Land, Imagination Zone, LEGOREDO Town, Adventure Land, LEGO NINJAGO World, Knight's Kingdom, Mini Land, Pirate Land e Polar Land.
Ad oggi, Legoland è il parco più popolare dello Jutland, nonché il terzo della Danimarca, dopo i Giardini di Tivoli e il Dyrehavsbakken. Diversi altri Legoland sono stati costruiti, seguendo le orme del primo:
- Legoland Windsor (a Windsor, in Inghilterra, nel Regno Unito)
- Legoland Deutschland (a Günzburg, in Germania)
- Legoland California (a Carlsbad, negli Stati Uniti)
- Legoland Florida (a Winter Haven, negli Stati Uniti)
- Legoland Malaysia (a Nusajaya, in Malaysia)
- Legoland Dubai (a Dubai, negli Emirati Arabi Uniti)
- Legoland Japan (a Nagoya in Giappone)
- Legoland Boston (a Boston, in America)
- Legoland Water Park Gardaland (a Peschiera del Garda[5][6][7][8], in Italia)

Nel 2005, il Blackstone Group ha comprato il 70% delle azioni del parco, lasciando il restante 30% alla LEGO. Attualmente, Legoland è gestito dalla Merlin Entertainments.

## Aree tematiche
1 Entrata
2 DUPLO Land
3 Imagination Zone
4 LEGOREDO Town
5 Pirate Land
6 Adventure Land
7 LEGO City
8 Knight's Kingdom
9 Miniland
10 Polar Land
11 Ninjago World
12 Hotel Legoland
Il parco presenta nove aree tematiche.
Mini Land
Mini Land è il fulcro di ogni parco Legoland. Sono presenti dei modellini di tutta la Danimarca in scala 1:20, completamente realizzati in mattoncini Lego. Questi includono il Palazzo di Amalienborg, Nyhavn, Skagen, la stazione di Klampenborg, Ribe, l'Aeroporto di Billund, Dybbøl, Møgeltønder e altri monumenti non danesi, come il John F. Kennedy Space Center, il Monte Rushmore, Abu Simbel, la Statua della Libertà e l'Acropoli di Atene.
Duplo Land
Duplo Land contiene attrazioni e giostre per bambini, costruite con i pezzi di Lego Duplo. Nell'area è presente la Duplo Playhouse, una casa in cui i bambini da 2a 6 anni possono giocare costruendo usando dei Lego Duplo. Sono presenti anche il Treno Diplo, che impiega due minuti per finire la sua corsa, Duplo Planes e la Duplo Driving School, una pista di go-kart per bambini.
Imagination Zone
Quest'area contiene il Lego Studio, un teatro 4D con 600 posti. LEGO Racers, Bob aggiustatutto 4D, LEGO - Le avventure di Clutch Powers e Spellbreaker sono i film che vengono riprodotti ogni giorno dal 2010.
Nel 2007 è stato aggiunto Lego Atlantis: un simil-cinema che mostra un viaggio in sottomarino nella città di Atlantide. È presente un acquario Sea Life, sotto forma di tunnel sottomarino, che comprende oltre 800 specie.
LEGOREDO Town
LEGOREDO Town è una città a tema western, che comprende alcune giostre, ristoranti e la casa stregata Ghost - The Haunted House.
Pirate Land
Pirate Land è un'area a tema pirati. Presenta le attrazioni Pirate Splash Battle, dove i giocatori devono spararsi acqua a vicenda, Pirate Wave Breaker, Pirate Water Falls e Pirate Boats.
Adventure Land
Questo settore presenta alcune delle giostre più emozionanti, come le montagne russe X-treme Racers, le moto d'acqua Jungle Racers, The Temple, dove i giocatori, a bordo di un SUV, sparano a dei nemici con delle pistole laser, il tutto a tema antico Egitto.
Knight's Kingdom
Knight's Kingdom presenta le montagne russe The Dragon Coaster, situate all'interno di un castello medioevale, le rapide Vikings River Splash e alcuni ristoranti.
Polar Land

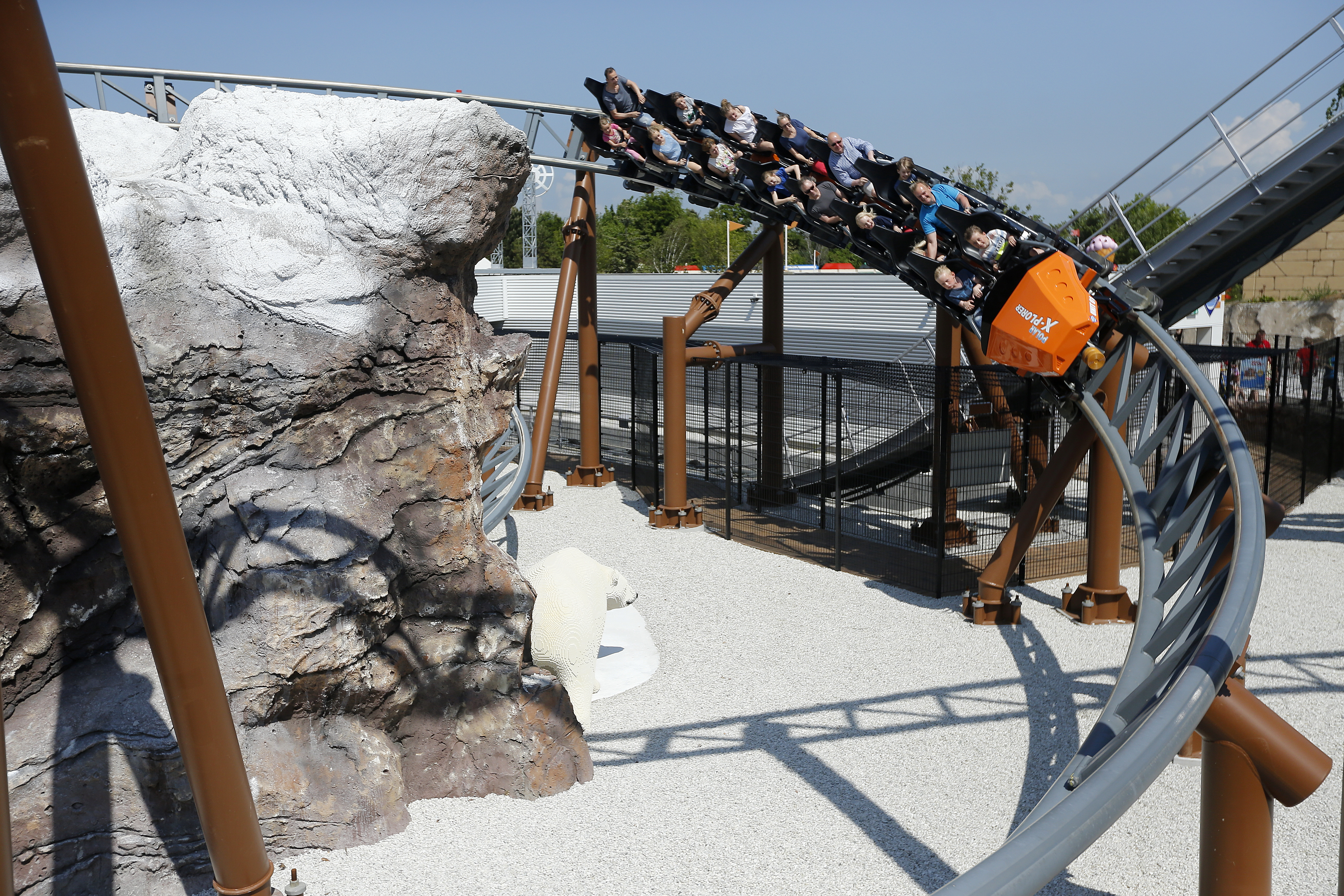
Il Polar X-plorer

Polar Land è un'area a tema Polo Nord e Polo Sud. Sono presenti le montagne russe Polar X-plorer, la Penguin Bay con dei pinguini veri e la Ice Pilots School.
Ninjago World
Ninjago World è l'area più recente del parco, aperta nel 2016. A tema Lego Ninjago, presenta le montagne russe NINJAGO: The Ride e altre attrazioni.

## Accoglienza
| Anno | Affluenza | Note   |
| ---- | --------- | ------ |
| 2005 | 1.490.000 |        |
| 2006 | 1.460.000 | [ 13 ] |
| 2007 | 1.610.000 | [ 14 ] |
| 2008 | 1.650.000 | [ 15 ] |
| 2009 | 1.650.000 | [ 16 ] |
| 2010 | 1.650.000 | [ 17 ] |
| 2011 | 1.600.000 | [ 18 ] |
| 2012 | 1.650.000 | [ 19 ] |
| 2013 | 1.800.000 | [ 20 ] |
| 2014 | 1.925.000 | [ 21 ] |
| 2015 | 2.050.000 | [ 22 ] |
| 2016 | 2.091.000 | [ 23 ] |
| 2017 | 2.120.000 | [ 24 ] |
| 2018 | 2.250.000 | [ 25 ] |

## Incidenti
Il 29 aprile 2007, una dipendente ventunenne è rimasta uccisa travolta da un ottovolante, dopo aver scavalcato una recinzione per riportare un portafoglio ad un visitatore.